# Vista Hermosa, Linares
Vista Hermosa är en ort i Mexiko.   Den ligger i kommunen Linares och delstaten Nuevo León, i den centrala delen av landet, 600 km norr om huvudstaden Mexico City. Vista Hermosa ligger 444 meter över havet och antalet invånare är 439.
Terrängen runt Vista Hermosa är huvudsakligen platt, men söderut är den kuperad. Runt Vista Hermosa är det ganska glesbefolkat, med 29 invånare per kvadratkilometer. Närmaste större samhälle är Linares, 12,0 km nordost om Vista Hermosa. Trakten runt Vista Hermosa består i huvudsak av gräsmarker.